# Anthony Bitetto
Anthony Bitetto, född 15 juli 1990 i Island Park i New York, är en amerikansk professionell ishockeyback som är kontrakterad till Florida Panthers i National Hockey League (NHL) och spelar för Charlotte Checkers i American Hockey League (AHL).
Han har tidigare spelat för Nashville Predators, Minnesota Wild, Winnipeg Jets och New York Rangers i NHL; Milwaukee Admirals; Hartford Wolf Pack och San Jose Barracuda i AHL; Cincinnati Cyclones i ECHL; Northeastern Huskies i NCAA samt Indiana Ice i USHL.

## Spelarkarriär

### NHL

#### Nashville Predators
Bitetto draftades i sjätte rundan i 2010 års draft av Nashville Predators som 168:e spelare totalt.

#### Minnesota Wild
Han plockades på waivers av Minnesota Wild den 25 januari 2019.

## Statistik
| 2006–2007   | New York Apple Core  | EMJHL       | 20  | 6  | 7  | 13   | 45  | 7  | 3 | 3 | 6 | 10 |
| 2007–2008   | New York Apple Core  | EMJHL       | 12  | 4  | 10 | 14   | 32  | —  | — | — | — | —  |
|             | New York Apple Core  | EJHL        | 17  | 2  | 6  | 8    | 28  | —  | — | — | — | —  |
| 2008–2009   | New York Apple Core  | EJHL        | 30  | 2  | 9  | 11   | 50  | —  | — | — | — | —  |
|             | Indiana Ice          | USHL        | 24  | 1  | 3  | 4    | 29  | 13 | 0 | 3 | 3 | 6  |
| 2009–2010   | Indiana Ice          | USHL        | 58  | 11 | 29 | 40   | 99  | 9  | 2 | 2 | 4 | 19 |
| 2010–2011   | Northeastern Huskies | NCAA        | 38  | 3  | 17 | 20   | 66  | —  | — | — | — | —  |
| 2011–2012   | Northeastern Huskies | NCAA        | 34  | 4  | 11 | 15   | 34  | —  | — | — | — | —  |
|             | Milwaukee Admirals   | AHL         | —   | —  | —  | —    | —   | 1  | 0 | 0 | 0 | 0  |
| 2012–2013   | Milwaukee Admirals   | AHL         | 34  | 1  | 5  | 6    | 35  | —  | — | — | — | —  |
|             | Cincinnati Cyclones  | ECHL        | 23  | 1  | 2  | 3    | 16  | —  | — | — | — | —  |
| 2013–2014   | Milwaukee Admirals   | AHL         | 73  | 11 | 25 | 36   | 85  | 3  | 0 | 0 | 0 | 8  |
| 2014–2015   | Nashville Predators  | NHL         | 7   | 0  | 0  | 0    | 7   | —  | — | — | — | —  |
|             | Milwaukee Admirals   | AHL         | 70  | 4  | 26 | 30   | 96  | —  | — | — | — | —  |
| 2015–2016   | Nashville Predators  | NHL         | 28  | 1  | 5  | 6    | 19  | 14 | 0 | 0 | 0 | 6  |
|             | Milwaukee Admirals   | AHL         | 6   | 1  | 3  | 4    | 27  | —  | — | — | — | —  |
| 2016–2017   | Nashville Predators  | NHL         | 29  | 0  | 7  | 7    | 25  | —  | — | — | — | —  |
|             | Milwaukee Admirals   | AHL         | 3   | 1  | 2  | 3    | 0   | —  | — | — | — | —  |
| 2017–2018   | Nashville Predators  | NHL         | 32  | 1  | 2  | 3    | 27  | —  | — | — | — | —  |
| 2018–2019   | Nashville Predators  | NHL         | 18  | 0  | 3  | 3    | 8   | —  | — | — | — | —  |
|             | Minnesota Wild       | NHL         | 18  | 0  | 0  | 0    | 4   | —  | — | — | — | —  |
| 2019–2020   | Winnipeg Jets        | NHL         | 51  | 0  | 8  | 8    | 32  | —  | — | — | — | —  |
| 2020–2021   | New York Rangers     | NHL         | 14  | 1  | 3  | 4    | 20  | —  | — | — | — | —  |
|             | Hartford Wolf Pack   | AHL         | 2   | 0  | 0  | 0    | 0   | —  | — | — | — | —  |
| 2021–2022   | New York Rangers     | NHL         | 39  | 4  | 11 | 15   | 26  | —  | — | — | — | —  |
|             | San Jose Barracuda   | AHL         | 14  | 2  | 0  | 2    | 28  | —  | — | — | — | —  |
| 2022–2023   | Charlotte Checkers   | AHL         | 68  | 6  | 12 | 18   | 88  | 7  | 0 | 1 | 1 | 6  |
| NHL totalt  | NHL totalt           | NHL totalt  | 197 | 3  | 28 | 31   | 142 | 14 | 0 | 0 | 0 | 6  |
| AHL totalt  | AHL totalt           | AHL totalt  | 309 | 30 | 84 | 1114 | 385 | 11 | 0 | 1 | 1 | 14 |
| NCAA totalt | NCAA totalt          | NCAA totalt | 72  | 7  | 28 | 35   | 100 | —  | — | — | — | —  |
| USHL totalt | USHL totalt          | USHL totalt | 82  | 12 | 32 | 44   | 128 | 22 | 2 | 5 | 7 | 25 |